# Федюково (Тверская область)
Федюково — опустевшая деревня в Торопецком районе Тверской области. Входит в состав Понизовского сельского поселения.

## География
Находится в западной части Тверской области на расстоянии приблизительно 12 км на запад-юго-запад по прямой от районного центра города Торопец.

## История
В 1877 году здесь (деревня Торопецкого уезда Псковской губернии) было учтено 3 двора.

## Население
Численность населения: 21 человек (1877 год), 0 как в 2002 году, так и в 2010.